# Camí de la Closella
El Camí de la Closella és una pista forestal del terme municipal de Castellcir, a la comarca del Moianès.

El Camí de la Closella, respecte del terme de Castellcir

El camí arrenca de la casa de Marfà en direcció sud-oest, pel vessant nord-oest del Serrat dels Llamps, que ressegueix fins a tocar del Coll de Marfà. Poc abans d'arribar al coll, un trencall cap al sud s'adreça cap al nord-est, en bon tros paral·lel al camí anterior per damunt seu, encara pel vessant nord-oest del serrat, fins que arriba al Pla dels Pins, al cim del serrat, i va davallant pel vessant meridional del serrat esmentat. Travessa el Pla d'Olis, després el Pla de l'Alzina, i al cap de poc arriba a les restes de la masia de Pujalt. En tot aquest tram és anomenat també Camí de Pujalt.
Un cop en aquest lloc, el camí emprèn cap a ponent al nord de la Baga de Pujalt, seguint un bon tros de forma paral·lela i per sota del darrer tram de camí abans d'arribar a Pujalt. Quan troba una cruïlla, marxa cap al sud-oest fent dos revolts força tancats, i arriba al Restoble de la Closella, a l'extrem sud del qual hi ha la Pinassa de les Tres Besses. En marxa cap al nord-oest per de seguida trencar cap al sud-oest, als peus de la Solella de la Closella, i arriba a les envistes de la masia de la Closella, que queda al sud-oest. Després de deixar al costat sud la Bassa de la Closella, acaba d'arribar a aquesta masia.

## Etimologia
Com en el cas de la major part de camins, el nom que els designa és clarament descriptiu. En aquest cas, el nom del camí fa esment a la masia on mena, la Closella.